# NWA World Welterweight Championship
L'NWA World Welterweight Championship è stato un titolo di wrestling creato dal Consejo Mundial de Lucha Libre e a lungo co-promosso dalla National Wrestling Alliance, riservato ai lottatori che pesano tra 70 e 78 kg.
Il titolo è stato attivo dal 1946, anno in cui fu creato dalla EMLL (successivamente CMLL) fino al 2017, quando è stato difeso per l'ultima volta nel circuito indipendente messicano.

## Storia
Il titolo fu creato dalla promozione messicana Empresa Mexicana de Lucha Libre (EMLL, poi CMLL) nel 1946 con il nome generico di World Welterweight Title, e fu vinto da El Santo al termine di un torneo ad otto uomini. Il titolo inoltre ottenne il prefisso NWA quando la EMLL si unì alla National Wrestling Alliance. 
Alla fine degli anni '80 la EMLL abbandonò la NWA, cambiando nome pochi anni più tardi in Consejo Mundial de Lucha Libre (CMLL). La CMLL mantenne il possesso dei tre titoli NWA che erano difesi nella federazione (gli altri due erano il NWA World Light Heavyweight Championship e il NWA World Middleweight Championship), mantenendo loro il prefisso NWA.
Nel 1992 l'allora campione Misterioso lasciò la federazione per unirsi alla neonata Asistencia Asesoría y Administración (AAA), rendendo vacante il titolo. Pochi mesi prima la CMLL aveva creato il CMLL Wowrld Welterweight Title come massimo allora per quella classe di peso, e non riassegnò il titolo NWA per tre anni, fin quando non lo mise in palio in un torneo nel 1995, vinto da Negro Casas.
Il 5 agosto 1996 il titolo entrò a far parte del J-Crown, un'unione di otto diverse cinture che venivano difese simultaneamente, titolo di proprietà della New Japan Pro-Wrestling. Il J-Crown fu sciolto nel 1997, quando tutti i titoli parte della corona furono resi vacanti e restituiti alle federazioni di appartenenza (eccezion fatta per l'IWGP Junior Heavyweight Championship). La CMLL inizialmente non promosse il titolo, che fu riattivato solo nel 1999 dalla federazione giapponese Toryumon, che mantenne il titolo fino al 2007. Il 27 novembre 2007, La Sombra, sotto contratto con la CMLL, sconfisse l'allora campione Hajime Ohara per riportare il titolo sotto il controllo della CMLL.
Nel marzo 2010 Blue Demon Jr., presidente della federazione NWA Mexico, affiliata alla NWA, chiese alla CMLL di restituire questo e gli altri due titoli NWA posseduti dal Consejo. Dopo una serie di rifiuti iniziali, giustificati dal fatto che i titoli appartenevano di fatto alla federazione messicana, la CMLL restituì i tre titoli alla NWA, sostituendo il NWA World Welterweight Championship con il NWA World Historic Welterweight Championship. Il titolo originale fu quindi promosso dalla NWA Mexico, che diede il titolo a Cassandro il 22 giugno 2011.
Il 30 settembre 2017 la Lightning One acquistò la NWA, terminando la gestione dei territori e disattivando il titolo.

## Albo d'oro
| Legenda  |                                                                               |
| -------- | ----------------------------------------------------------------------------- |
| #        | Indica il numero del regno titolato                                           |
| Regno    | Viene indicato il numero del regno del campione                               |
| Data     | La data in cui il titolo è stato vinto                                        |
| Località | Indica il luogo in cui il titolo è stato vinto                                |
| Note     | Indica notizie particolari riguardanti i cambi di titolo o altre informazioni |

| #                                                                          | Campione             | Regno | Data              | Giorni | Località              | Evento                             | Note | Fonti  |
| -------------------------------------------------------------------------- | -------------------- | ----- | ----------------- | ------ | --------------------- | ---------------------------------- | --- | ------ |
| Empresa Mexicana de Lucha Libre (EMLL)                                     |                      |       |                   |        |                       |                                    | |        |
| 1                                                                          | El Santo             | 1     | 15 marzo 1946     | 337    | Città del Messico     | Super Viernes                      | Il titolo nacque come World Welterweight Championship. El Santo vinse un torneo per decretare il campione inaugurale, sconfiggendo in finale Pete Pancoff.                                                            |        |
| 2                                                                          | Jack O'Brien         | 1     | 15 febbraio 1947  | 804    | Città del Messico     | Super Viernes                      | |        |
| 3                                                                          | Gory Guerrero        | 1     | 29 aprile 1949    | 805    | Città del Messico     | Super Viernes                      | | [ 5 ]  |
| 4                                                                          | Bobby Bonales        | 1     | 13 luglio 1951    | 441    | Città del Messico     | Super Viernes                      | | [ 6 ]  |
| National Wrestling Alliance (NWA) / Empresa Mexicana de Lucha Libre (EMLL) |                      |       |                   |        |                       |                                    | |        |
| 5                                                                          | El Santo             | 2     | 26 settembre 1952 | 302    | Città del Messico     | EMLL 19° Aniversario               | Dopo l'affiliazione alla NWA il titolo fu rinominato in NWA World Welterweight Championship. | [ 7 ]  |
| 6                                                                          | Blue Demon           | 1     | 25 luglio 1953    | 1.1912 | Città del Messico     | EMLL 20° Aniversario               | | [ 7 ]  |
| 7                                                                          | Karloff Lagarde      | 1     | 31 gennaio 1958   | 2.743  | Città del Messico     | House show                         | |        |
| 8                                                                          | Huracán Ramírez      | 1     | 5 agosto 1965     | 50     | Cuernavaca            | 12° Aniversario de la Arena Isabel | | [ 8 ]  |
| 9                                                                          | Karloff Lagarde      | 2     | 24 settembre 1965 | 590    | Città del Messico     | EMLL 32° Aniversario               | | [ 7 ]  |
| 10                                                                         | Vento Castella       | 1     | 7 maggio 1967     | 57     | Città del Messico     | House show                         | |        |
| 11                                                                         | Karloff Lagarde      | 3     | 3 luglio 1967     | 1.469  | Città del Messico     | House show                         | |        |
| 12                                                                         | Alberto Muñoz        | 1     | 11 luglio 1971    | 715    | Città del Messico     | House show                         | |        |
| —                                                                          | Vacante              | —     | 25 giugno 1973    | —      | —                     | —                                  | La EMLL rese il titolo vacante per un infortunio di Muñoz. | [ 9 ]  |
| 13                                                                         | Mano Negra           | 1     | 13 dicembre 1973  | 562    | Città del Messico     | House show                         | Mano Negra vinse uno spareggio per riassegnare il titolo contro Karloff Lagarde. |        |
| 14                                                                         | Blue Demon           | 2     | 29 giugno 1975    | 285    | Città del Messico     | House show                         | |        |
| 15                                                                         | Mano Negra           | 2     | 19 gennaio 1976   | 1.197  | Città del Messico     | House show                         | |        |
| 16                                                                         | Fishman              | 1     | 9 aprile 1976     | 224    | Città del Messico     | House show                         | | [ 10 ] |
| 17                                                                         | Américo Rocca        | 1     | 30 aprile 1979    | 264    | Città del Messico     | House show                         | | [ 11 ] |
| 18                                                                         | Kato Kung Lee        | 1     | 19 gennaio 1980   | 106    | Città del Messico     | House show                         | | [ 12 ] |
| 19                                                                         | El Supremo           | 1     | 4 maggio 1980     | 31     | Città del Messico     | House show                         | | [ 13 ] |
| 20                                                                         | Lizmark              | 1     | 4 giugno 1980     | 506    | Acapulco              | House show                         | |        |
| 21                                                                         | La Fiera             | 1     | 23 ottobre 1981   | 268    | Città del Messico     | Super Viernes                      | | [ 14 ] |
| 22                                                                         | Américo Rocca        | 2     | 18 luglio 1982    | 558    | Guadalajara           | House show                         | |        |
| 23                                                                         | Mocho Cota           | 1     | 27 gennaio 1984   | 181    | Città del Messico     | Super Viernes                      | | [ 15 ] |
| 24                                                                         | Chamaco Valaguez     | 1     | 26 luglio 1984    | 359    | Cuernavaca            | House show                         | | [ 16 ] |
| —                                                                          | Vacante              | —     | 20 luglio 1985    | —      | —                     | —                                  | La EMLL rese il titolo vacante dopo che Valaguez vinse il NWA World Middleweight Championship |        |
| 25                                                                         | El Dandy             | 1     | 17 novembre 1985  | 141    | Città del Messico     | House show                         | |        |
| 26                                                                         | Monarca Cruz         | 1     | 7 aprile 1986     | 78     | Monterrey             | House show                         | |        |
| Empresa Mexicana de Lucha Libre (EMLL)                                     |                      |       |                   |        |                       |                                    | |        |
| 27                                                                         | El Dandy             | 2     | 24 agosto 1986    | 70     | --                    | House show                         | | [ 17 ] |
| 28                                                                         | Américo Rocca        | 3     | 2 novembre 1986   | 636    | Città del Messico     | House show                         | |        |
| 29                                                                         | Solar II             | 1     | 30 luglio 1988    | 66     | Cuernavaca            | House show                         | |        |
| 30                                                                         | Fuerza Guerrera      | 1     | 4 ottobre 1988    | 241    | Città del Messico     | House show                         | |        |
| 31                                                                         | Águila Solitaria     | 1     | 2 giugno 1989     | 111    | Città del Messico     | Super Viernes                      | | [ 18 ] |
| 32                                                                         | Fuerza Guerrera      | 2     | 21 settembre 1989 | 806    | Puebla de Zaragoza    | Jueves Arena Puebla                | | [ 19 ] |
| 33                                                                         | Misterioso           | 1     | 6 dicembre 1991   | 196    | Città del Messico     | Domingos Arena Mexico              | | [ 20 ] |
| Consejo Mundial de Lucha Libre (CMLL)                                      |                      |       |                   |        |                       |                                    | |        |
| —                                                                          | Vacante              | —     | 19 giugno 1992    | —      | —                     | —                                  | Il titolo fu reso vacante quando Misterioso lasciò la CMLL. |        |
| 34                                                                         | Negro Casas          | 1     | 1 dicembre 1995   | 246    | Città del Messico     | Juicio Final                       | Negro Casas vinse un torneo per riassegnare il titolo vacante sconfiggendo in finale El Hijo del Santo. | [ 21 ] |
| 35                                                                         | Shinjiro Otani       | 1     | 3 agosto 1996     | 1      | Tokyo, Giappone       | NJPW G1 Climax 1996 - Day 2        | All'interno del torneo per il J-Crown. | [ 22 ] |
| 36                                                                         | Ultimo Dragon        | 1     | 4 agosto 1996     | 1      | Tokyo, Giappone       | NJPW G1 Climax 1996 - Day 3        | All'interno del torneo per il J-Crown. | [ 23 ] |
| New Japan Pro-Wrestling (NJPW) come parte del J-Crown                      |                      |       |                   |        |                       |                                    | |        |
| 37                                                                         | The Great Sasuke     | 1     | 5 agosto 1996     | 67     | Tokyo, Giappone       | NJPW G1 Climax 1996 - Day 4        | Il titolo era uno degli otto che componevano il J-Crown. | [ 24 ] |
| 38                                                                         | Ultimo Dragon        | 2     | 11 ottobre 1996   | 85     | Osaka, Giappone       | Crush Night                        | | [ 25 ] |
| 39                                                                         | Jushin Thunder Liger | 1     | 4 gennaio 1997    | 183    | Tokyo, Giappone       | Wrestling World 1997               | |        |
| 40                                                                         | El Samurai           | 1     | 6 luglio 1997     | 35     | Sapporo, Giappone     | Summer Struggle 1997               | | [ 26 ] |
| 41                                                                         | Shinjiro Otani       | 2     | 10 agosto 1997    | 87     | Nagoya, Giappone      | The Four Heaven                    | | [ 27 ] |
| —                                                                          | Vacante              | —     | 5 novembre 1997   | —      | —                     | —                                  | In seguito alla richiesta da parte della World Wrestling Federation di restituire il WWF Light Heavyweight Championship, Otani sciolse il J-Crown, rendendo vacanti sei dei sette titoli che lo componevano al tempo. |        |
| Toryumon Japan                                                             |                      |       |                   |        |                       |                                    | |        |
| 42                                                                         | Dragon Kid           | 1     | 6 febbraio 1999   | 78     | Nagoya, Giappone      | King of Dragon 1999                | La Toryumon riattivò il titolo e Toryumon vinse uno spareggio contro Dr. Cerebro per decretare il campione. | [ 28 ] |
| 43                                                                         | Judo Suwa            | 1     | 25 aprile 1999    | 454    | Kawasaki, Giappone    | Dragon Fever                       | | [ 29 ] |
| 44                                                                         | Kenichiro Arai       | 1     | 22 luglio 2000    | 152    | Tokyo, Giappone       | Dragon's Crash 2000                | | [ 30 ] |
| —                                                                          | Vacante              | —     | 21 dicembre 2000  | —      | —                     | —                                  | Il titolo fu reso vacante dopo un'interferenza in un incontro titolato del 15 dicembre 2000. |        |
| 45                                                                         | Kenichiro Arai       | 2     | 29 gennaio 2001   | 118    | Tokyo, Giappone       | Muy Bien 2001                      | | [ 31 ] |
| 46                                                                         | Susumu Mochizuki     | 1     | 27 maggio 2001    | 126    | Kōbe, Giappone        | Premium Live Match Vol. 20         | | [ 32 ] |
| 47                                                                         | Ryo Saito            | 1     | 30 settembre 2001 | 210    | Tokyo, Giappone       | Absolutamente                      | | [ 33 ] |
| 48                                                                         | Genki Horiguchi      | 1     | 28 aprile 2002    | 56     | Kōbe, Giappone        | Premium Live Match Vol. 29         | | [ 34 ] |
| —                                                                          | Vacante              | —     | 23 giugno 2002    | —      | —                     | —                                  | Il titolo fu reso vacante in seguito ad un incontro terminato in parità tra Horiguchi e Dragon Kid. |        |
| 49                                                                         | Ricky Marvin         | 1     | 7 luglio 2002     | 17     | Kōbe, Giappone        | III Aniversario                    | Marvin vinse uno spareggio per riassegnare il titolo sconfiggendo Super Nova | [ 35 ] |
| 50                                                                         | Genki Horiguchi      | 2     | 24 luglio 2002    | 4      | Kumamoto, Giappone    | Verano Peligroso 2002 - Day 5      | | [ 36 ] |
| 51                                                                         | Darkness Dragon      | 1     | 28 luglio 2002    | 236    | Shimonoseki, Giappone | Verano Peligroso 2002 - Day 8      | | [ 37 ] |
| —                                                                          | Vacante              | —     | 21 marzo 2003     | —      | —                     | —                                  | Il titolo fu reso vacante in seguito ad un infortunio di Darkness Dragon. |        |
| 52                                                                         | YOSSINO              | 1     | 22 marzo 2003     | 456    | Sapporo, Giappone     | El Numero Uno 2003                 | YOSSINO vinse uno spareggio per riassegnare il titolo sconfiggendo Genki Horiguchi | [ 38 ] |
| —                                                                          | Vacante              | —     | 20 giugno 2004    | —      | —                     | —                                  | Il titolo fu reso vacante da YOSSINO per poter puntare all'Ultimo Dragon Gym Championship |        |
| 53                                                                         | Hajime Ohara         | 1     | 13 maggio 2006    | 252    | Tokyo, Giappone       | UD:06                              | Ohara vinse uno spareggio per riassegnare il titolo sconfiggendo La Máscara. | [ 39 ] |
| 54                                                                         | Super Delfin         | 1     | 20 gennaio 2007   | 21     | Osaka, Giappone       | Osaka Pro Wrestling                | |        |
| 55                                                                         | Hajime Ohara         | 2     | 10 febbraio 2007  | 290    | Osaka, Giappone       | Osaka Pro Wrestling                | |        |
| Consejo Mundial de Lucha Libre (CMLL)                                      |                      |       |                   |        |                       |                                    | |        |
| 56                                                                         | La Sombra            | 1     | 27 novembre 2007  | 547    | Città del Messico     | Martes Arena Mexico                | Con la vittoria da parte di La Sombra, il titolo tornò al CMLL. | [ 40 ] |
| 57                                                                         | Mephisto             | 1     | 27 maggio 2009    | 442    | Acapulco              | House show                         | | [ 41 ] |
| —                                                                          | Vacante              | —     | 12 agosto 2010    | —      | —                     | —                                  | Il titolo fu reso vacante quando fu restituito alla NWA. La CMLL lo sostituì con il NWA World Historic Welterweight Championship.                                                                                     |        |
| NWA Mexico                                                                 |                      |       |                   |        |                       |                                    | |        |
| 58                                                                         | Cassandro            | 1     | 25 giugno 2011    | 1.331  | Londra, Regno Unito   | NWA Mexico UK Tour                 | Cassandro vinse il titolo vacante sconfiggendo Dr. Cerebro in uno spareggio. | [ 4 ]  |
| 59                                                                         | Magno                | 1     | 15 febbraio 2015  | 70     | El Paso, Texas        | House show                         | In un 3-way che includeva anche Boby Zavala. |        |
| —                                                                          | Vacante              | —     | 26 aprile 2015    | —      | —                     | —                                  | Magno fu privato del titolo quando passò alla WWE. |        |
| 60                                                                         | Impostor Jr.         | 1     | 31 maggio 2015    | 189    | El Paso, Texas        | House show                         | Impostor Jr. vinse il titolo vacante sconfiggendo Boby Zavala in uno spareggio. |        |
| 61                                                                         | Ultimo Samuray       | 1     | 6 dicembre 2015   | 19     | El Paso, Texas        | House show                         | |        |
| 62                                                                         | Impostor Jr.         | 2     | 25 dicembre 2015  | 121    | El Paso, Texas        | House show                         | |        |
| 63                                                                         | Akantus              | 1     | 24 aprile 2016    | 524    | El Paso, Texas        | House show                         | |        |
| —                                                                          | Disattivato          | —     | 30 settembre 2017 | —      | —                     | —                                  | La fine del regno è indicata come la data in cui la Lightning One assunse il controllo della NWA e disattivò il titolo.                                                                                               |        |